# Kent (band)
 For alternative betydninger, se Kent (flertydig). (Se også artikler, som begynder med Kent)
Kent var en svensk rockgruppe som blev etableret i Eskilstuna i 1990. De oprindelige medlemmer af gruppen var Joakim Berg, Martin Sköld, Markus Mustonen, Sami Sirviö og Thomas Bergqvist og gruppens oprindelige navn var Jones & Giftet.
Gennem de første år udskiftes keyboard-spilleren og gruppen skifter navn, først til Havsänglar og siden til kent – som de normalt skriver med lille k.
14. marts 2016 offentliggjorde Kent, at de ville opløse sig selv 17. december 2016, efter at have udgivet et nyt album og gennemført en turné.

## Medlemmer
- Joakim Berg – Sang og guitar
- Martin Sköld – Basguitar, keyboard
- Markus Mustonen – Trommer, piano
- Sami Sirviö – Guitar, keyboard

### Tidligere medlemmer
- Thomas Bergqvist – Keyboard (1990-92)
- Martin Roos – Guitar (1992-95)
- Harri Mänty – Guitar, slagtøj & trommeprogrammering (1996-2006)

## Diskografi
- Kent (1995)
- Verkligen (1996)
- Isola (1997)
- Hagnesta Hill (1999)
- B-sidor 95-00 (2000)
- Vapen & Ammunition (2002)
- Du & Jag Döden (2005)
- The Hjärta & Smärta EP (2005)
- Tillbaka Till Samtiden (2007)
- Röd (2009)
- En Plats i Solen (2010)
- Jag är inte räd för mörkret (2012)
- Tigerdrottningen (2014)
- Då som nu för alltid (2016)